# Отремба (Вармінсько-Мазурське воєводство)
Отремба (пол. Otręba, нім. Otremba) — село в Польщі, у гміні Кужентник Новомейського повіту Вармінсько-Мазурського воєводства.
Населення — 148 осіб (2011).

## Демографія
Демографічна структура станом на 31 березня 2011 року:
|          | Загалом | Допрацездатний вік | Працездатний вік | Постпрацездатний вік |
| -------- | ------- | ------------------ | ---------------- | -------------------- |
| Чоловіки | 73      | 7                  | 56               | 10                   |
| Жінки    | 75      | 16                 | 39               | 20                   |
| Разом    | 148     | 23                 | 95               | 30                   |